# Epir (regió històrica)
La regió de l'Epir (grec Ἤπειρος, Epeiros) és una zona històrica del nord-oest de Grècia i sud d'Albània, que va des de les muntanyes de Pindos fins a la mar Adriàtica. Actualment és una àrea dividida entre la perifèria grega de l'Epir i les prefectures albaneses de Gjirokastër, Vlorë, Berat, i Korçë.

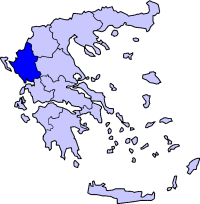
Situació de la regió actual de l'Epir dins de Grècia

## Història
L'Epir històric tenia al nord Il·líria (el districte de la Dassarètia), a l'est els districtes macedonis d'Orestis i Elymais, i la Tessàlia; al sud, la Dolòpia (el país dels dolops) considerada part de Tessàlia però de fet independent, i l'Ambràcia, terra epirota colonitzada per grecs; i a l'oest la mar Adriàtica i l'illa de Còrcira (Corfú), que era un estat independent. El seu límit nord era el cap Acroceraunios, una mica al sud d'Apol·lònia d'Il·líria.
El nom Epeiros volia dir 'terra ferma' i es va aplicar a la part occidental de Grècia des d'Acroceraunios fins al golf de Corint. Més tard es va aplicar solament a les terres muntanyoses que ocupaven la major part de l'occident i que eren habitades per pobles guerrers i pastors. El centre religiós en fou l'oracle de Dodona. No tenien ciutats rellevants i vivien en petits llogarets fins que al segle iii aC els reis molossos van dominar tot el país i van introduir la forma de civilització grega, per la qual cosa es van començar a construir ciutats. Els noms de les muntanyes no s'han conservat més que les muntanyes Ceraúniques (que s'iniciaven al cap Acroceraunion) i Tomaros (Tmaros), prop de Dodona.
Els rius principals foren l'Aractos (en llatí Arachtus, que feia de frontera entre Epir i els territoris considerats grecs), el Celidnos (en llatí Celydnus, que formava bàsicament la frontera nord), el Tiamus (Thyamis), l'Aqueron (Acheron) i el Caradros (Charadrus).
Els habitants estaven emparentats amb els grecs, però no eren considerats grecs. Tucídides n'esmenta els tesprotis (thesprotis) i els molossos com a pobles bàrbars. Teopomp, que vivia al segle iv, dona 14 tribus epirotes: caonis, tesprotis, cassopis, molossos, amfílocs, atamans, eticis, timfeis, parauais, talars, atintans orestes, pelagons i elymiots o elimiots, els tres darrers sotmesos aviat per Macedònia, mentre els talars, atamans i eticis foren dominats sovint per l'hegemó de Tessàlia i finalment en van fer part (en temps d'Estrabó). Els atintans i parauais foren incorporats a Il·líria.
Les tribus principals n'eren els caonis, els tesprotis i els molossos. La primera hegemonia va correspondre als caonis, una branca dels quals va passar a Itàlia i va originar els conis (llatí chones). Tespròtia tenia dins el seu territori l'oracle de Dodona. Els casopis eren una branca dels tesprotis. Els molossos, el país dels quals era conegut per una raça especial de gossos, van assolir l'hegemonia després de dominar Casòpia i Dodònia, i arribar al golf d'Ambràcia.
La tradició fa descendir els reis molossos de l'Epir de Neoptòlem (I) o de Pirros, fill d'Aquil·les, que es va establir allí acompanyat d'Helenos, fill de Príam. Va transmetre el territori al seu fill Molossos, ancestre de la dinastia.
A part d'Ambràcia, que era una colònia grega a Epir, les ciutats principals n'eren Pandòsia a Tespròtia, Bukètia (Buchetia) i Elaea, que podrien ser colònies gregues (Demòstenes diu que foren colònies d'Èlide).
Les tribus eren independents una d'altra, si bé en alguns moments una d'elles en prenia l'hegemonia sobre altres (poques o moltes). Els tesprotis van exercir l'hegemonia gràcies a l'oracle de Domona fins al segle v aC, en què l'hegemonia va passar a Caònia. Cada tribu tenia un rei.
Els molossos van incrementar el seu poder i van assolir l'hegemonia amb Alexandre I de l'Epir (342 aC-326 aC) conegut per Alexandre Molòs, la germana del qual, Olímpies, es va casar amb Filip II de Macedònia, el qual va dominar quasi totes les tribus epirotes i va agafar el títol de rei de l'Epir. La dinastia va arribar al cim amb Pirros (307 aC-272 aC). Vers el 235 aC se'n va extingir la nissaga i es va proclamar la república.
- Vegeu: Regne de l'Epir

La República va existir fins a la conquesta romana de Macedònia el 168 aC. Acusada de donar suport a Perseu, el senat romà va ordenar la destrucció de totes les ciutats i la venda dels habitants com a esclaus. Emili Paulus, que ja havia establert guarnicions en 70 ciutats del país, va acomplir l'ordre; en un sol dia dotzenes de ciutats foren arrasades i cent cinquanta mil habitants venuts com a esclaus (167 aC). El país va quedar quasi despoblat i les ciutats restaren en ruïnes per molt de temps. Va quedar sota administració romana fins que el 146 aC fou inclòs a la província de Macedònia; el 27 aC el nord del país (conegut com a Epir Nova) romangué a la província de Macedònia mentre el sud (Epirus Vetus) passava a Acaia, que fou convertida en província aquell any. El 31 aC August va fundar Nicòpolis en record de la victòria d'Àccium al golf d'Ambràcia i va esdevenir la capital de l'Epir Vetus romà. Nicòpolis i Butrot foren convertides en colònies romanes. Es creu que els il·liris es van escampar pel país, sobretot al nord, i van originar els albanesos.
Va romandre sota domini romà (amb períodes de domini búlgar i eslau) fins al 1205.
El 1205 es va establir el despotat de l'Epir.
Joan Claver esdevenia virrei de l'Epir i de Morea el 1456.
El 1466 el país va passar als otomans.

## Ciutats de l'Epir
A Caònia, Palaeste, Chimaera, Phoenice, Butrot.
A Cèstria, la ciutat de Cestria (també coneguda per Ilium o Troia), Onchesmus, Cassiope, Phanote i Helicranon.
A Tespròtia: Euroea, Pandosia, Elatreia o Elateia, Cassope, Nicòpolis, Sybota, Cheimerium, Torine, Buchaetium, Elaea, Gitanae, Ephyra (després Cichyrus), Eurymenae, Issoria i Batiae.
A Molòssia: Photice, Tecmon, Dodona, Passaron, Chalcis, Phylace i Horreum.